# Mink János
Mink János (Mohács, 1938. április 13. –) magyar kémikus, az analitikai kémia elismert kutatója.

## Élete
1938-ban született Mohácson, egy sokgyermekes családban, édesapja Mink János, édesanyja Vesztergombi Julianna volt. Egyetemi tanulmányait a Veszprémi Egyetemen kezdte, majd állami ösztöndíjjal a Moszkvai Állami Lomonoszov Egyetemen fejezte be, ahol a diplomát radiokémiából kapta meg 1962-ben. Ugyanitt az aspirantúra elvégzése után szerzett 1968-ban kandidátusi címet molekulaspektroszkópiából, amelyet 1969-ben az ELTE-n honosítottak, megkapva a doktori címet. 1980-ban a Magyar Tudományos Akadémia doktora lett kémiai tudományokból. Ezután kétszer is jelölték akadémikusnak, először 1986-ban (az ajánlók Tétényi Pál és Kovács István akadémikusok voltak), majd 1994-ben (az ajánlók Markó László és Pungor Ernő akadémikusok voltak).

## Munkássága
Nemzetközileg elismert tudományos kutató, a nagyműszeres analitikai kémia, főleg infravörös és Raman spektroszkópia, a felületanalitika, a katalízis, a nanoszerkezetek és önszerveződő molekulák területén. Jelenleg az FTIR és Raman spektroszkópia és mikroszkópia orvosi diagnosztikai és biológiai alkalmazási lehetőségeinek kutatásával foglalkozik.
Kezdetben az MTA Központi Fizikai Kutatóintézetében főleg fémorganikus- és koordinációs vegyületek, valamint szolvatált rendszerek szerkezetkutatásával foglalkozott, mind kísérleti, mind elméleti módszerekkel. 1969-től az MTA Izotópkutató Intézetében folytatta ezen kutatásait. Magyarországon elsők között alkalmazva ezeken a területeken a Raman spektroszkópiát. Az 1980-as évek közepétől hazánkban elsőnek alkalmazta az infravörös spektroszkópiában a mikroszkópos módszereket, olyannyira, hogy az 1990-es években, pályázaton elnyert, Magyarországon és Kelet-Európában egyedülálló infravörös képalkotásos spektroszkópiai berendezés segítségével végzett úttörő kutatásaiból a Nature-ben jelent meg közlemény. Ebben az időben a Veszprémi Egyetemen légköri szennyezők nagyérzékenységű laboratóriumi és nyílt fényutas FTIR spektroszkópiai detektálásának fejlesztésével kezdett foglalkozni. Ugyan csak az 1990-es évek közepétől az MTA Kémiai Kutatóközpontban biológia és orvostudományi kutatásokhoz is csatlakozott, hogy FTIR és Raman spektroszkópia és mikroszkópia módszereit orvosi diagnosztikai és biológiai alkalmazási lehetőségek kutatására alkalmazza. Többek közt ezen kutatásokat folytatta az MTA Természettudományi Kutatóközpontjában is; új, biológiailag aktív anyagok jellemzésének kutatásával és fejlesztésével megtoldva ezt a szakterületet.
Tudományos munkássága mellett folyamatosan részt vett az új generációk oktatásában, nevelésében is. Kezdetben az ELTE-n, ahol 1982-ben címzetes egyetemi tanár kinevezést kapott az Általános és Szervetlen Kémiai Tanszéken. Majd a Veszprémi Egyetemen oktatott és vett részt a posztgraduális képzésben. 1992-ben nevezte ki Göncz Árpád köztársasági elnök az Analitikai Kémiai Intézeti Tanszék tanszékvezető egyetemi tanárának, amely pozíciót 2003-ig töltötte be. 2001-2007 között az Anyagtudományok és -technológiák Doktori Iskola vezetője volt. Azóta is rendszeresen oktat a Pannon Egyetemen a szerkezeti kémia, felületspektroszkópia, környezetvédelem analitikája, a rezgési spektroszkópia anyagtudományi és biológia aspektusai és a rezgéselmélet területén. Nagy nemzetközi egyetemeken is tart kurzusokat PhD hallgatók számára, főleg infravörös és Raman spektroszkópiából és a rezgések elméletéből, például a Windsori Egyetemen, a Stockholmi Egyetemen, a Müncheni Műszaki Egyetemen, az Erlangeni Egyetemen vagy a Szentpétervári Műszaki Egyetemen.
Jelenleg az MTA Természettudományi Kutatóközpontjában a Biológiai Nanokémia kutatócsoportban tevékenykedik kutatóprofesszorként és a Pannon Egyetem Műszaki Kémiai Kutatóintézetében oktatóprofesszor.
Több nemzetközi tudományos folyóirat, többek közt a Spectrochimica Acta, az Applied Spectroscopy Review vagy a Journal of Raman Spectroscopy szerkesztőbizottságának a tagja. 1990-95 között az MTA Molekulaspektroszkópiai Albizottság elnöke, 1992-95 között a Magyar Kémikusok Egyesülete Fizikai Kémiai Szakosztályának elnöke volt. 1992-től a Fourier-transzformációs Spketroszkópiai Nemzetközi Komferencia (ICOFTS), 2000-től a Raman Spektroszkópiai Nemzetközi Konferencia (ICORS) irányító bizottságának tagja.

### Jelentősebb publikációi

#### Könyvek
- J. Mink, R. Kellner, G. Keresztury: Recent Aspects of Fourier Transform Spectroscopy, Springer-Verlag, 1997
- Mink J, Keresztury G, Kristof J, Mihaly J: FT-IR and FT-Raman study of surfaces and thin layers, 1998
- J. Mink, Gy. Jalsovszky, G. Keresztury: Proceedings of the Eighteenth International Conference on Raman Spectroscopy, John Wiley & Sons, 2002
- J. Mink, L. Mink: Computer Program System for Vibrational Analyses of Polyatomic molecules, Erlangen and Stockholm, 1993
- J. Mink, L. M. Mink: Computer program system for calculation of vibrational frequencies for polyatomic molecules, Stockholm, 2004
- Mink J.: Optical spectroscopy, Veszprém, 1993
- Mink J.: Enviromental Analytical Chemistry, Veszprém, 1995
- J. Mink: FT-Raman-Instrumentierung inkl. Anwendung zur Mikroanalyse Moderne Shcwingungsspektroskopie Grundlangen und Anwendungen in Industrie und Forschung,

Wien, 1994
- J. Mink: Theory and Application of Infrared and Raman Spectroscopy, Technical University Münich-Garching, 1995
- J. Mink, G. Keresztury: Emission FTIR, Catalysts, Veszprém, 1995

#### Folyóiratok
Eddig több, mint 230 cikke jelent meg különböző tudományos folyóiratokban.
- Liqiu Tang, Lei Shi, Charlotte Bonneau, Junliang Sun, Huijuan Yue, Arto Ojuva, Bao-Lin Lee, Mikael Kritikos, Robert G. Bell, Zoltán Bacsik, János Mink, Xiaodong Zou: A zeolite family with chiral and achiral structures built from the same building layer., Nature Materials, 2008
- Zhou MD, Zhao J, Li J, Yue S, Bao CN, Mink J, Zang SL, Kuhn FE: MTO Schiff-base complexes: Synthesis, structures and catalytic applications in olefin epoxidation., Chemistry - A European Journal, 2007
- Abbasi, A.; Risberg, E.D.; Eriksson, L.; Mink, J.; Persson, I.; Sandström, M.; Sidorov, Y.V.; Skripkin, M.Y.; Ullström, A.S.: Crystallographic and vibrational spectroscopic studies of octakis(DMSO)Ianthanoid(III) iodides., Inorganic Chemistry, 2007
- Zoltán Bacsik, András Gyivicsán, Krisztián Horváth, János Mink: Determination of Carbon Monoxide Concentration and Total Pressure in Gas Cavities in the Silica Glass Body of Light Bulbs by FT-IR Spectrometry, Anal. Chem., 2006
- Braun T., Rausch H., Mink J.: Raman spectroscopy of the effect of reactor neutron irradiation on the structure of polycrystalline C60, Carbon, 2005
- B. Hren, J. Mink, L. Balázs: FT-IR analysis of gas composition in low volume light bulbs, Analytical Chemistry, 2002
- F. Jalilevand, L. Eriksson, J. Glaser, M. Maliarik, J. Mink, M. Sandström, I. Tóth, J. Tóth: New Classes of Oligonuclear Platinum-Thallium Compounds with a Direct Metal-Metal Bond. Part 4. Tl-Pt(CN)5 in the Solid State - A Multimethod Study of an Unusual Compound, Chemistry-A European Journal, 2001
- J. Blixt, J. Glaser, J. Mink, I. Persson, P. Persson, M. Sandström: Structure of Thallium(III) Chloride, Bromide and Cyanide Complexes in Aqueous Solution, Journal of American Chemical Society, 1995
- W.A. Herrmann, W. Scherer, R.W. Fischer, J. Blümel, M. Kleine, W. Mertin, R. Gruehn, J. Mink, H. Boysen, C.C. Wilson, R.M. Ibberson, L. Bachmann, M. Mattner: Polymeric Methytrioxorhenium - An Organometallic Nanoscale Double Layer-Structure of Corner-Sharing Re5(CH3) Octahedra with intercalated Water Molecules, Journal of American Chemical Society, 1995
- J. Browning, P.L. Goggin, R.J. Goodfellow, M.G. Norton, A.J.M. Rattray, B.F. Taylor, J. Mink: Vibrational and nuclear magnetic resonance spectroscopic studies on some carbonyl complexes of gold, palladium, platinum, rhodium and iridium, J. Chem. Soc. (Dalton), 1977

## Díjak, kitüntetések
- Nemzetközi Fourier Díj, Düsseldorf, 1985
- Alexander von Humboldt Kutatási Díj, Bonn, 1994
- Osztrák Analitikai Kémiai Társaság Friedrich-Emich Medálja, Bécs, 1995
- Széchenyi Professzori Ösztöndíj, 2000
- Professor Excellens, Veszprém, 2008
- Stockholmi Egyetem díszdoktora, 2009
- Pro Arte Chimica, Budapest, 2009